# Кубок КОСАФА
Кубок КОСАФА (англ. COSAFA Castle Cup, COSAFA Senior Challenge) — соревнование среди футбольных сборных Южной Африки, проводимое под патронажем регионального футбольного органа КОСАФА (COSAFA, англ. COuncil of Southern Africa Football Associations, Совет Южно-Африканских Футбольных Ассоциаций).

## Члены КОСАФА
- Ангола
- Ботсвана
- Замбия
- Зимбабве
- Лесото
- Маврикий
- Мадагаскар
- Малави
- Мозамбик
- Намибия
- Эсватини
- Сейшелы
- ЮАР

## История
Начало региональному турниру положили снятие запрета с ЮАР на участие в международной футбольной жизни и проведение в 1996 году Кубка африканских наций на территории Южно-Африканской Республики. Сразу же вслед за этим событием в 1997 году был организован и проведен первый Кубок КОСАФА, главным спонсором которого выступил южно-африканский пивозаводчик Castle Lager. Отсюда и официальное название 11 проведенных турниров из 15 — COSAFA Castle Cup. В 2007 году пивная компания Castle прекратила свою спонсорскую помощь, и турнир в 2008 году проводился под названием COSAFA Senior Challenge Cup. За почти 20-летнюю историю Кубка КОСАФА его победителями становились 5 сборных — Замбия, Ангола, Зимбабве, ЮАР и Намибия. До 2009 года победы между сборными Замбии, Анголы, Зимбабве и ЮАР распределились поровну — по три на каждую из команд. В 2009 году в четвёртый раз турнир выиграла команда Зимбабве, а в 2013 сборная Замбии догнала их по количеству титулов. В 2015 году компания триумфаторов пополнилась сборной Намибии, которая выиграла турнир впервые. За всю историю существования турнира 5 раз приглашались сборные, не являющиеся членами КОСАФА — в 1997 году на турнире принимала участие сборная Танзании, в 2008 году — сборная Коморских островов, в 2015 году — сборная Ганы и сборная Танзании, в 2016 году — сборная ДР Конго, в 2018 году сборная Танзании, в 2019 году сборная Уганды, в 2021 году сборная Сенегала.

## Результаты
| Год        | Финальная игра | Финальная игра         | Финальная игра | матч за 3-е место | матч за 3-е место      | матч за 3-е место |
| Год        | Победитель     | Счет                   | 2-е место      | 3-е место         | Счет                   | 4-е место         |
| ---------- | -------------- | ---------------------- | -------------- | ----------------- | ---------------------- | ----------------- |
| 1997 Обзор | Замбия         | Групповой этап         | Намибия        | Мозамбик          | Групповой этап         | Танзания          |
| 1998 Обзор | Замбия         | Групповой этап         | Зимбабве       | Ангола            | Групповой этап         | Намибия           |
| 1999 Обзор | Ангола         | 1:0 1:1                | Намибия        | Свазиленд         | полуфиналисты          | Замбия            |
| 2000 Обзор | Зимбабве       | 3:0                    | Лесото         | ЮАР               | полуфиналисты          | Ангола            |
| 2001 Обзор | Ангола         | 0:0 1:0                | Зимбабве       | Малави            | 2:1                    | Замбия            |
| 2002 Обзор | ЮАР            | 3:1 1:0                | Малави         | Свазиленд         | полуфиналисты          | Замбия            |
| 2003 Обзор | Зимбабве       | 2:1 2:0                | Малави         | Замбия            | полуфиналисты          | Свазиленд         |
| 2004 Обзор | Ангола         | 0:0 (5:4) пен.         | Замбия         | Мозамбик          | полуфиналисты          | Зимбабве          |
| 2005 Обзор | Зимбабве       | 1:0                    | Замбия         | ЮАР               | полуфиналисты          | Ангола            |
| 2006 Обзор | Замбия         | 2:0                    | Ангола         | Ботсвана          | полуфиналисты          | Зимбабве          |
| 2007 Обзор | ЮАР            | 0:0 (4:3) пен.         | Замбия         | Ботсвана          | полуфиналисты          | Мозамбик          |
| 2008 Обзор | ЮАР            | 2:1                    | Мозамбик       | Замбия            | 2:0                    | Мадагаскар        |
| 2009 Обзор | Зимбабве       | 3:1                    | Замбия         | Мозамбик          | 1:0                    | ЮАР               |
| 2013 Обзор | Замбия         | 2:0                    | Зимбабве       | ЮАР               | 2:1                    | Лесото            |
| 2015 Обзор | Намибия        | 2:0                    | Мозамбик       | Мадагаскар        | 2:1                    | Ботсвана          |
| 2016 Обзор | ЮАР            | 3:2                    | Ботсвана       | Свазиленд         | 1:0                    | ДР Конго          |
| 2017 Обзор | Зимбабве       | 3:1                    | Замбия         | Танзания          | 0:0 (4:2) пен.         | Лесото            |
| 2018 Обзор | Зимбабве       | 4:2 Доп.вр.            | Замбия         | Лесото            | 1:0                    | Мадагаскар        |
| 2019 Обзор | Замбия         | 1:0                    | Ботсвана       | Зимбабве          | 2:2 (5:4) пен.         | Лесото            |
| 2021 Обзор | ЮАР            | 0:0 Доп.вр. (5:4) пен. | Сенегал        | Эсватини          | 1:1 Доп.вр. (4:2) пен. | Мозамбик          |

## Победители
| Страна   | Кол-во побед | Победитель Кубка КОСАФА            |
| -------- | ------------ | ---------------------------------- |
| Зимбабве | 6            | 2000, 2003, 2005, 2009, 2017, 2018 |
| Замбия   | 6            | 1997, 1998, 2006, 2013, 2019, 2022 |
| ЮАР      | 5            | 2002, 2007, 2008, 2016, 2021       |
| Ангола   | 3            | 1999, 2001, 2004                   |
| Намибия  | 1            | 2015                               |

## Бомбардиры
- 1.  Питер Ндлову — 5 голов
- 2.  Коллинс Мбесума,  Аделиньо,  Филлип Зиалор — 4 гола
- 3.  Аква,  Полин Воави — 3 гола